# Адлер, Натан
Натан Адлер (нем. Nathan Adler, 16 декабря 1741, Франкфурт-на-Майне — 17 сентября 1800, Франкфурт-на-Майне) — крупный раввин и каббалист, один из лидеров ортодоксального иудаизма в Германии.

## Биография
Натан Адлер родился в 1741 году во Франкфурте-на-Майне.
В раннем детстве начал проявлять выдающиеся способности и уже в 11 лет обратил на себя внимание ШАДАРа, раввина и каббалиста р. Хаима Йосефа Давида Азулая, посетившего Франкфурт с целью сбора средств для иешува в Эрец-Исраэль. Учился у рава Якова Йехошуа и у рава Давида Тевеле Шифа.
В 1761 году Адлер открыл собственную иешиву. Среди его наиболее знаменитых учеников стали Хатам Софер, Авраам Ауэрбах и Авраам Бинг-раввин Вюрцбурга. Несмотря на своё образование и жизнь среди талмудически-ориентированной Германии р. Натан начал интересоваться хасидизмом и каббалой, сменил обычай молитвы на сефардский, следовал разным лурианским постановлениям и по свидетельству своих учеников творил чудеса. Деятельность рава Адлера вскоре навлекла на него анафему лидеров еврейских общин Германии, однако он продолжал свою деятельность нисколько анафемы не опасаясь и даже объявлял анафему сам тем своим последователям которые отказывались полностью принимать его образ жизни.
В 1782 году он был избран раввином города Босковице в Моравии.
В 1785 году из-за конфликтов с общиной раву Адлеру пришлось вернуться в родной Франкфурт, а в 1789 анафема против него была возобновлена. Несмотря на широкую известность и общественную деятельность равом Адлером так и не было написано ни одной книги по каббале, так как он считал что его учение должно передаваться только устно только самыми выдающимися учениками. Единственная книга рава Адлера введение к Мишне, напечатанная его учеником Ауэрбахом.

## Источник
- Еврейская энциклопедия на английском 1901-06